# Pozo Cañada
Pozo Cañada este un oraș din Spania, situat în provincia Albacete din comunitatea autonomă Castilia-La Mancha. Are o populație de 2.650 de locuitori.